# Fairview Crossroads (Carolina del Norte)
Fairview Crossroads es un área no incorporada ubicada del condado de Surry en el estado estadounidense de Carolina del Norte.
Históricamente, la comunidad fue primeramente conocida como Alberty